# Aeronaut
|  | Sammenskrivningsforslag Artiklerne Ballonskipper, Aeronaut er foreslået sammenskrevet. (Siden marts 2021) Diskutér forslaget |

En aeronaut er en person, der flyver luftfartøjer, der er lettere end luft, som f.eks. balloner og luftskibe.[kilde mangler]
| Job | Spire Denne artikel om et job eller en stillingsbetegnelse er en spire som bør udbygges. Du er velkommen til at hjælpe Wikipedia ved at udvide den. |